# Pero amica
Pero amica är en fjärilsart som beskrevs av Butler 1881. Pero amica ingår i släktet Pero och familjen mätare. Inga underarter finns listade i Catalogue of Life.